# 犬飼農村舞台
犬飼農村舞台（いぬがいのうそんぶたい）は、徳島県徳島市八多町八屋の五王神社境内にある人形芝居の野外舞台。国の重要有形民俗文化財。とくしま88景。

## 概要
1873年（明治6年）に建立され、物語に応じて舞台を変化される昔のままのカラクリが、よりそのままに近い状態で残っているのが特徴である。毎年秋に人形浄瑠璃を上演している。全国各地に作られた農村舞台の多くが歌舞伎用の舞台であったのに対し、徳島県に作られた農村舞台は人形浄瑠璃の為のものである。
1978年（昭和53年）10月17日、徳島市指定有形文化財に指定。1998年（平成10年）12月16日に国の重要有形民俗文化財に指定（指定名称は「犬飼の舞台」）。なお、1999年（平成11年）には舞台の操作法である「阿波の襖カラクリの習俗」が国の選択無形民俗文化財に選択されている。

## アクセス
- JR徳島駅より徳島バス「五滝行」乗車、終点より徒歩10分。
- 国道55号「勝浦川橋」より7km、10分。

- 徳島市八多町 - 地理院地図
- 犬飼農村舞台 - Google マップ